# Антони Дончев
 Тази статия е за българския композитор и пианист.  За българския режисьор вижте Антоний Дончев.  
Антони Кирилов Дончев е български композитор и пианист.

## Биография
Роден е в София на 5 февруари 1959 г. в семейството на композитора Кирил Дончев. Завършва музикално училище и Музикалната академия в София, специалност „Пиано“ в класовете на професор Мара Петкова и професор Богомил Стършенов. Още ученик дебютира като пианист на джаз-срещата в София през 1978 г.
През 80-те години свири в квартет „Фокус“.
През 1985 г. заедно с Христо Йоцов създават „Акустична версия“, наложила се като водеща джазформация. Двамата печелят редица награди, сред които Първа награда в Оелаарт, Белгия (1985) и Голямата награда в Леверкузен, Германия (1986). През 1986 г. е включен в класацията на надеждните млади джазмузиканти на Европа. В периода 1987 – 1989 г. преподава в Музикалната академия в София.
От 2011 г. е диригент на Биг-бенда на Българското национално радио. Под негово диригентство биг-бендът работи с редица световни музиканти, сред които Джо Ловано, Кърт Елинг, Том Харел, Кристиан Елзесер и други.
От 2022 г. е поканен да свири с The Four Pianists. Първото му участие с групата се състои на 16 август в София.

## Творчество

### Джаз проекти
Има много изяви като джаз-музикант:
- участие в джаз-срещите в Банско и на Аполония (Созопол),
- концерти с Милчо Левиев и Анатолий Вапиров,
- проект за фестивали в Солун и Варна,
- записи с Петър Ралчев (албум „Фолк джаз бенд“, 1988),
- записи с гръцката певица Алексия (албум „Clasics“, 1996),
- записи с Йълдъз Ибрахимова.

### Работа в театъра
От 1992 г. пише музика за постановки в театър „София“, Първи частен театър „Ла Страда“ и др. Плодотворно е сътрудничеството му с режисьора Теди Москов, за чиито постановки Дончев създава музика:
- „Някои могат, други не“,
- „Най-хубавото село“ (с награда за музика „Златния делфин“, 1986, 1988);
- ТВ продукция „Улицата“;
- театрални постановки в Германия:
  - „Лебедова песен“ (Дюселдорф, 1986),
  - „Макбю“ (Бремен, 1996),
  - „Дом № 13“ и „Blau in Blau“ („Талиа театър“, Хамбург, 1997, 1998).

### Работа в киното
Антони Дончев е автор на музика за игралните филми „Място под слънцето“, „Бягащи кучета“, „Любовното лято на един льохман“, „Приятелите на Емилия“, „Вагнер“, а също и за постановки за куклен театър.